# انجیرمرغ وتار
انجیرمرغ وتار (نام علمی: Sphecotheres hypoleucus) نام یک گونه از سرده انجیرمرغ است.